# Звягинцев, Анатолий Петрович
Анатолий Петрович Звягинцев (1939 год, пос. Южный, Новоалександровский район, Ставропольский край — 1999 год, Черкассы, Украина) — передовик сельскохозяйственного производства, механизатор. Герой Социалистического Труда (1971).

## Биография
Родился в 1939 году в посёлке Южный Новоалександровском районе Ставропольского края.
В 1959 году окончил училище механизации, после чего по комсомольской путёвке отправился на целину в Казахстан. Работал механизатором в колхозе «Армавирский» Кургальджинского района Целиноградской области.
В 1970 году намолотил свыше тысячи тонн зерна. За этот подвиг награждён в 1971 году званием Героя Социалистического Труда.
В 1973 году убрал более 1600 га зерновых, за что отмечен ещё одной высокой наградой — орденом Октябрьской Революции.
Избирался членом Целиноградского обкома Компартии Казахстана. Участвовал во Всесоюзной выставке ВДНХ.
С конца 1970-х годов работал в Черкесске машинистом подъёмного крана, потом переехал на Украину, жил в городе Черкассы.
В 1986 году избирался делегатом XXVI съезда КПСС.
Скончался в 1999 году.

## Награды
- Герой Социалистического Труда — Указом Президиума Верховного Совета СССР «О присвоении звания Героя социалистического Труда передовикам сельского хозяйства Казахской ССР» от 8 апреля 1971 года за выдающиеся успехи, достигнутые в развитии сельскохозяйственного производства и выполнении пятилетнего плана продажи государству продуктов земледелия и животноводства удостоен звания Героя Социалистического Труда с вручением ордена Ленина и золотой медали «Серп и Молот»[1].
- Орден Ленина (1972)
- Орден Октябрьской Революции (1973)
- Орден «Знак Почёта»